# The Last Hangman
Pour plus de détails, voir Fiche technique et Distribution.
The Last Hangman, ou Pierrepoint: Le Dernier Bourreau au Québec est un film britannique réalisé par Adrian Shergold, sorti en 2005.

## Synopsis
La vie d'Albert Pierrepoint, prolifique bourreau au service du Royaume-Uni de 1936 à 1956.

## Fiche technique
- Titre : The Last Hangman
- Autres titres : Pierrepoint, Pierrepoint: The Last Hangman
- Réalisation : Adrian Shergold
- Scénario : Jeff Pope et Bob Mills
- Musique : Martin Phipps
- Photographie : Danny Cohen
- Montage : Tania Reddin
- Production : Christine Langan
- Société de production : Granada Television, Capitol Films et Masterpiece Theatre
- Société de distribution : IFC First Take (États-Unis)
- Pays :  Royaume-Uni et  États-Unis
- Genre : Biopic, drame et historique
- Durée : 90 minutes
- Dates de sortie : 
  -  Canada : 12 septembre 2005 (festival international du film de Toronto)
  -  Royaume-Uni : 7 avril 2006

## Distribution
- Timothy Spall (VQ : Vincent Davy) : Albert Pierrepoint
- Juliet Stevenson (VQ : Marika Lhoumeau) : Annie Pierrepoint
- Eddie Marsan (VQ : Carl Béchard) : James « Tish » Corbitt
- Ben McKay : Timothy Evans
- Michael Norton : Josef Kramer
- Lizzie Hopley : Dorothea Waddingham
- Cavan Clerkin (VQ : François Trudel) : George Cooper
- Mary Jo Randle : Mme. Corbitt
- Christopher Fulford : Charlie Sykes
- Ian Shaw : Percy
- Ann Bell : Violet Van der Elst
- Robin Soans : le gouverneur Paton-Walsh
- Nicholas Blane : le gouverneur de Strangeways
- Maggie Ollerenshaw : Mary Pierrepoint, la mère d'Albert
- Bernard Kay : oncle Tom
- Claire Keelan : Jessie Kelly
- Clive Francis : Monty
- Sheyla Shehovich : Irma Grese
- Keiran Flynn : Neville
- Tobias Menzies (VQ : Philippe Martin) : le lieutenant Llewellyn
- Mary Stockley : Ruth Ellis
- James Corden : Kirky
- Peter Jonfield (VQ : Guy Nadon) : M. Andrews

## Accueil
Le film a reçu un accueil favorable de la critique. Il obtient un score moyen de 68 % sur Metacritic.